# Geraldine Fitzgerald
Geraldine Mary Fitzgerald (ur. 24 listopada 1913 w Dublinie, zm. 17 lipca 2005 w Nowym Jorku) – irlandzko-amerykańska aktorka filmowa, teatralna i telewizyjna. Nominowana do Oscara za drugoplanową rolę w filmie Wichrowe Wzgórza (1939).

## Wybrana filmografia
- 1939: Mroczne zwycięstwo